# Gevangenis van Vorst
De gevangenis van Vorst (Frans: Prison de Forest) is een voormalig penitentiaire inrichting, gelegen in de gemeente Vorst, in het Brussels Gewest. De instelling was een strafhuis voor veroordeelden, na meer dan een eeuw een arresthuis of huis van bewaring te zijn geweest. Het werd geopend in 1910 en heeft talrijke transformaties ondergaan. Lange tijd was het emblematisch voor de overbevolking in de Belgische gevangenissen. De infrastructuur was begin 21ste eeuw in zeer slechte staat. Na verhuis van de gevangenen naar de nieuwe gevangenis van Haren werd de verouderde gevangenis in november 2022 voorgoed gesloten.

## Geschiedenis

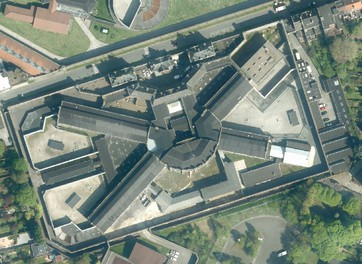
Het typische grondplan volgens een panopticum.

De gevangenis van Vorst is een bouwwerk in Vlaamse neorenaissancestijl dat in 1910 in gebruik werd genomen. Het bouwproject werd in 1873 opgesteld ter vervanging van de Miniemen-gevangenis in Brussel. De bouw stond onder leiding van L. Bouckaert, de ingenieur-architect die destijds verantwoordelijk was voor de gevangenisbouw.
De gevangenis van Vorst was een uitbreiding van de gevangenis van Sint-Gillis uit 1885. De twee gevangenissen waren slechts gescheiden door de Verbindingslaan, en waren zelfs verbonden door een ondergrondse gang.
De vrouwengevangenis, vroeger ondergebracht in 1 van de vleugels van het complex, verhuisde eind de jaren tachtig naar de nabijgelegen - en toen nieuwe - gevangenis van Berkendael.
De verouderde instelling had de bijnaam "emmergevangenis", omdat gevangenen wegens gebrek aan stromend water hun behoefte in een emmer moesten doen. Na de definitieve sluiting in 2022 plant de beheerder Regie der Gebouwen, in samenspraak met de gemeente Vorst, een herbestemming voor het historisch gebouw.
Enkele beruchte gedetineerden waren de moordenaar Freddy Horion en topcrimineel Patrick Hamers.